# Opération Hyacinthe
Ne doit pas être confondu avec Opération Hyacinthe (film).
L'opération Hyacinthe (polonais : Akcja „Hiacynt”) est une opération secrète de masse menée par la police politique communiste polonaise (polonais : Milicja Obywatelska), entre 1985 et 1987. Elle avait pour but d’établir une base de données nationale de l'ensemble des homosexuels du pays et de leur entourage. Au total, environ 11 000 personnes furent enregistrées dans cette base de données.

## Histoire
L'homosexualité fut dépénalisée en Pologne en 1932, et durant la Deuxième République (1918-1935) les homosexuels n'étaient pas persécutés. La situation changea au lendemain de la Seconde Guerre mondiale, et avec l'établissement de la République populaire de Pologne, quand fut adoptée l'approche stalinienne de l'homosexualité, développée dans les années 1930 en URSS. Aussi, l'homosexualité devint, aux yeux des nouveaux dirigeants polonais, une anormalité, et à partir des années 1960, les homosexuels furent surveillés soit par la police secrète soit par les services de renseignements. Dans les années 1970, les premiers fichiers furent établis, avant d'être interrompus au début des années 1980, du fait de l'établissement de la loi martiale.

## Prélude
Officiellement, les services de la propagande polonaise entamèrent ces opérations de fichage du fait de :
- la peur suscitée par la découverte d'une nouveau virus, le VIH, face auquel les hommes homosexuels étaient considérés comme un groupe à risque,
- la volonté de contrôle des groupes homosexuels considérés comme « hautement criminels »,
- la lutte contre la prostitution.

Toutefois, les fonctionnaires des services de renseignements (SB) voulaient rassembler des preuves compromettantes à des fins de chantage. Les personnes fichées étaient en effet plus enclines à coopérer dans la lutte contre l'opposition au pouvoir communiste.

## Opération
L'Opération Hyacinthe, placée sous les ordres du ministre de l'Intérieur Czesław Kiszczak débuta le 15 novembre 1985. Au matin de ce jour, dans différentes universités, usines et administration des agents du SB arrêtèrent de nombreuses personnes suspectées d'être homosexuelles ou d'entretenir des liens avec des groupes homosexuels. Aux individus arrêtés furent attribuées des Karta homoseksualisty (« Cartes d'homosexuel »), et certains furent forcés de signer une déclaration :

« Je, soussigné (prénom nom), déclare être homosexuel depuis la naissance, avoir eu de multiples partenaires au cours de ma vie, tous étant adultes, et ne pas être attiré par les mineurs. »

Les individus arrêtés devaient donner leur empreintes digitales, certains, à force de chantage, décrivirent des épisodes intimes de leur vie sexuelle, alors que d'autres furent forcés de dénoncer leurs collègues.
L'opération dura jusqu'en 1987, mais certains fichiers furent ajoutés jusqu'en 1988. Il est estimé qu'environ 11 000 individus furent fichés, dans cet « index rose » (różowe kartoteki).

## Conséquences
Du fait de l'opération Hyacinthe, les homosexuels polonais devaient vivre à cette époque leur sexualité clandestinement, certains quittant même le pays, alors que l'opération était critiquée par certains médias occidentaux. Le gouvernement nia les accusations dont il fut alors la cible. Son porte-parole, Jerzy Urban, interrogé en décembre 1988 par Kay Winthers, journaliste du Baltimore Sun, déclara qu'aucune opération de ce type n'avait jamais eu lieu en Pologne.
Waldemar Zboralski, devenu par la suite militant LGBT, figurait parmi les victimes de cette opération.
En septembre 2007, deux militants LGBT, Szymon Niemiec et Jacek Adler, demandèrent à l'Institut de la mémoire nationale l'ouverture d'une enquête sur les « crimes communistes » et sur le général Kiszczak. Néanmoins, le 15 février 2008, l'Institut refusa d'ouvrir une telle enquête, déclarant que l'opération Hyacinthe était légale au regard de la législation ayant cours alors. Il ajouta que l'opération possédait un caractère préventif et avait pour but d'infiltrer les cercles homosexuels, décrits comme hermétiques et liés à des organisations criminelles.

## Opération Hyacinthe dans la culture populaire polonaise
En 2015, à l'occasion du 30e anniversaire de l'événement deux ouvrages sont publiés à ce sujet :
- Różowe kartoteki (« Archives rose ») par Nicholas Milcke, chez Dobra Literatura : l'histoire romancée d'un homme politique de droite, qui dans sa jeunesse a été détenu dans le cadre de l'opération Hyacinthe.

- Kryptonim Hiacynt (« Nom de code hyacinthe ») par Andrzej Selerowicz chez Queermedia.
- Opération Hyacinthe, film de Piotr Domalewski (2021).